# Magdalena Kemper

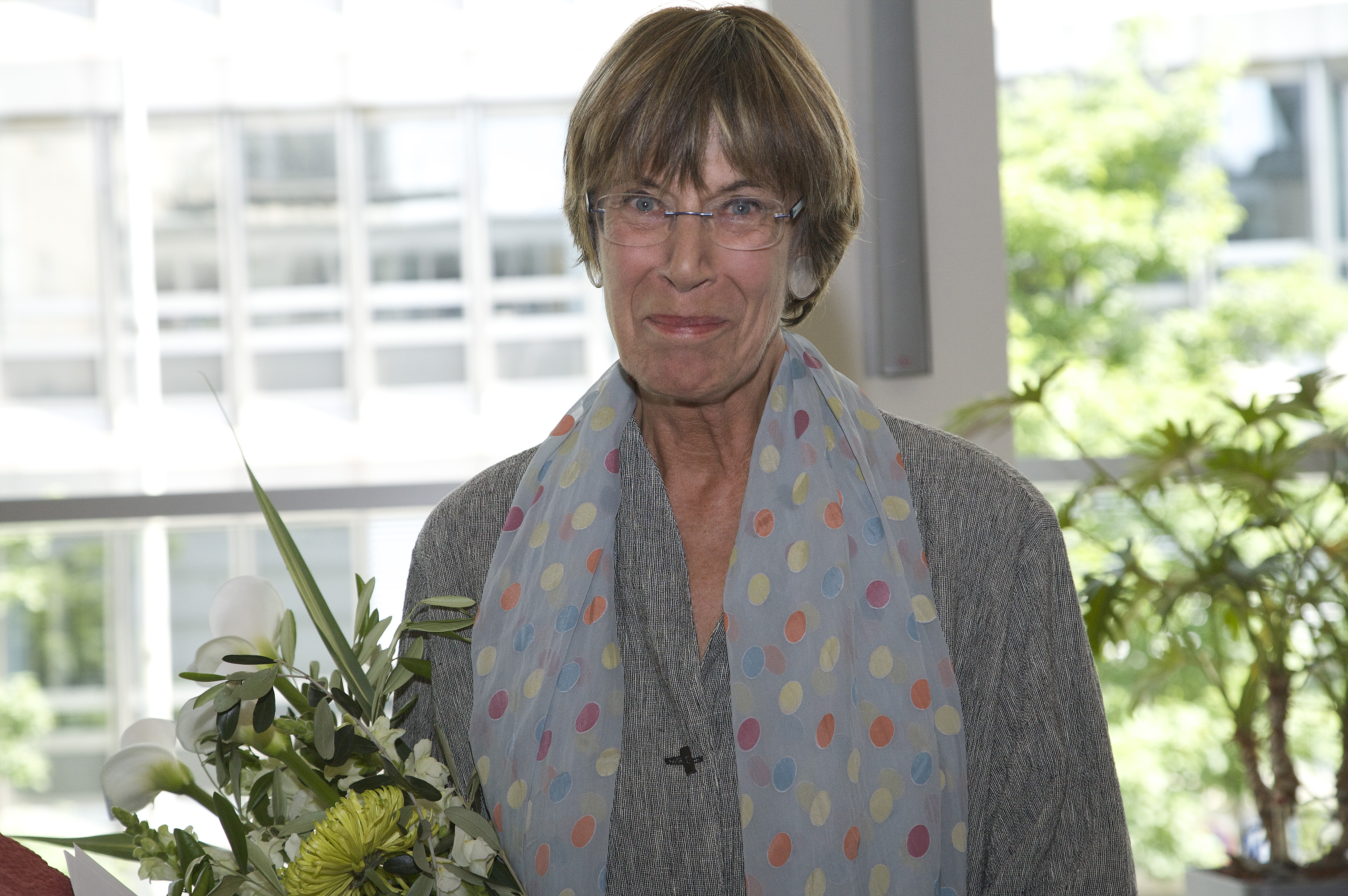
Magdalena Kemper (2012)

Magdalena Kemper (geboren am 17. Juli 1947 in Berlin) ist eine deutsche Journalistin und ehemalige Redakteurin des Sender Freies Berlin (SFB) und des Rundfunk Berlin-Brandenburg (RBB).

## Leben
Magdalena Kemper wuchs als jüngstes von vier Kindern in einer katholischen Familie in Berlin-Dahlem auf. Ihrer Mutter oblagen die Sorge- und Familienaufgaben, ihr Vater Heinrich Kemper arbeitete am Bundesgesundheitsamt und lehrte parallel als Professor für Zoologie an der Freien Universität Berlin. Kemper legte ihr Abitur 1967 an der Droste-Hülshoff-Schule in Zehlendorf ab. Zwischen 1967 und 1973 hat sie an der Freien Universität Berlin (FU) und der Ludwig-Maximilian-Universität München Germanistik und Publizistik studiert und mit einer Arbeit über Spiegelsymbolik bei Rainer Maria Rilke ihren Magistra Artium abgeschlossen.
Ab 1973 arbeitete sie als Reporterin für den Jugendfunk des Sender Freies Berlin (SFB) und als freie Mitarbeiterin für den WDR, NDR, HR und BR. Von 1975 bis 1976 war sie Pressesprecherin des Internationalen Design Zentrums (IDZ). 1979 wurde sie festangestellte Redakteurin beim SFB und war im selben Jahr Mitbegründerin des ARD-weit ersten täglichen frauenpolitischen Hörfunk-Magazins Zeitpunkte beim Sender Freies Berlin (SFB). Sie wechselte mit der Sendung von SFB 1 zu SFB 3 und nach der Fusion mit dem ORB zu RBB Kulturradio und arbeitete bis zu ihrer Pensionierung 2011 als Redakteurin der Sendung. Darüber hinaus moderiert Kemper seit 1985 bis heute die inSendung Das Gespräch und führte zahlreiche Gesprächsporträts u. a. mit Margarete Mitscherlich, Ruth Klüger, Margarete Schütte-Lihotzky, Helke Sander, Katja Lange-Müller, Margarethe von Trotta, Lore Maria Peschel-Gutzeit.
Schwerpunkt ihrer journalistischen Arbeit sind neben frauenpolitischen Themen insbesondere die Auswirkungen des Nationalsozialismus sowie die Folgen von Exil.
Kemper engagiert sich auch nach ihrer Pensionierung weiterhin für eine geschlechterbewusste und feministische Berichterstattung in den Medien.

## Ehrenämter
Magdalena Kemper ist Mitglied des Journalistinnenbundes. Hier unterstützt sie als erfahrene Mentorin seit 2001 junge Kolleginnen und Berufsanfängerinnen auf dem Weg in die Medienberufe.
Zwischen 2005 und 2011 gehörte sie dem Beirat des Archivs der deutschen Frauenbewegung Kassel an. Seit 2012 ist sie Mitglied der Jury des Berliner Frauenpreises und engagiert sich in der Stolpersteininitiative Friedbergstraße in Berlin-Charlottenburg.

## Auszeichnung und Ehrungen
- 1978: Christophorus-Preis der HUK-Stiftung, gemeinsam mit Udo Potthast für das Kinderfunk-Hörspiel Straße frei – die Kinder kommen
- 1988: Berliner Frauenpreis, gemeinsam mit der Redaktion Zeitpunkte
- 2004: Louise-Schroeder-Medaille, gemeinsam mit der Redaktion Zeitpunkte
- 2012: Hedwig-Dohm-Urkunde des Journalistinnenbundes für hervorragende journalistische Leistungen und frauenpolitisches Engagement und ihr Lebenswerk[3]

## Sendungen
- Mit Schwung zwischen alle Stühle: Die Psychoanalytikerin Margarete Mitscherlich (2006)
- Musik ist für alle da – nicht nur für Eliten: Das Gespräch mit Chefdirigent des Rundfunkchors Berlin Simon Halsey (2012)

## Veröffentlichungen
- Claudia Ingenhoven, Magdalena Kemper: Nur Küche, Kirche, Kinder? Frauenfunk in den 50er Jahren. In: Perlonzeit. Wie die Frauen das Wirtschaftswunder erlebten Elefanten Press, Berlin 1985, ISBN 3-885-20168-2.
- Eine schöne Bescherung. Magdalena Kemper im Gespräch mit Julia Tardy-Marcus In: Denny Hirschbach, Sonja Nowoselsky (Hrsg.): Zwischen Aufbruch und Verfolgung – Künstlerinnen der zwanziger und dreißiger Jahre. Zeichen + Spuren, Bremen 1993, ISBN 3-924-58823-6.
- Als Kind wünschte ich mir goldene Locken. Gespräche mit Überlebenden der Shoah. Mit Gisèle Freund, Inge Deutschkron, Margot Friedländer, Hilde Domin. Hörbuch, Der Audio Verlag, Berlin 2013, ISBN 978-3-86231-248-1.
- Beate Klarsfeld: Porträt und Interview In: Anne Klein (Hrsg.): Der Lischka-Prozess. Eine jüdisch-französisch-deutsche Erinnerungsgeschichte Metropol-Verlag, Berlin 2013, ISBN 978-3-86331-104-9.